# Liste des monuments historiques de Vorselaar
Cette page regroupe l'ensemble des monuments classés de la ville belge de Vorselaar.
| Objet                                                                                     | Statut du classement? | Année de construction/architecte | Section communale | Adresse                 | Coordonnées                      | Numéro d'inventaire | Illustration                        |
| ----------------------------------------------------------------------------------------- | --------------------- | -------------------------------- | ----------------- | ----------------------- | -------------------------------- | ------------------- | ----------------------------------- |
| Chapelle et cloitre des Sœurs des écoles chrétiennes                                      |                       |                                  | Vorselaar         | Markt 19                | 51° 12′ 04″ nord, 4° 46′ 20″ est | 201210              | Téléverser                          |
| (nl) Pijlerkapelletje                                                                     |                       |                                  | Vorselaar         | Berkelheide             | 51° 13′ 21″ nord, 4° 47′ 56″ est | 47532               | Téléverser                          |
| (nl) Burgerwoning                                                                         |                       |                                  | Vorselaar         | Boulevard 6             | 51° 12′ 16″ nord, 4° 46′ 07″ est | 47533               | Téléverser                          |
| Église paroissiale Sint-Pieter                                                            | Oui                   |                                  | Vorselaar         | Cardijnlaan 2           | 51° 12′ 09″ nord, 4° 46′ 17″ est | 47534               | Téléverser                          |
| (nl) Pastorie                                                                             | Oui                   |                                  | Vorselaar         | Cardijnlaan 4           | 51° 12′ 11″ nord, 4° 46′ 16″ est | 47535               | Téléverser                          |
| (nl) Dorpswoningen                                                                        |                       |                                  | Vorselaar         | Cardijnlaan 5           | 51° 12′ 10″ nord, 4° 46′ 14″ est | 47536               | Téléverser                          |
| (nl) Dorpswoningen                                                                        |                       |                                  | Vorselaar         | Cardijnlaan 7           | 51° 12′ 10″ nord, 4° 46′ 14″ est | 47536               | Téléverser                          |
| (nl) De Veertien Kapellekens, kruisweg                                                    | Oui                   |                                  | Vorselaar         | De Veertien Kapellekens | 51° 13′ 11″ nord, 4° 46′ 13″ est | 47538               | Téléverser                          |
| (nl) Kapel Heiken                                                                         |                       |                                  | Vorselaar         | Heiken                  | 51° 11′ 25″ nord, 4° 47′ 00″ est | 47539               | Téléverser                          |
| (nl) Dorpswoningen                                                                        |                       |                                  | Vorselaar         | Kerkstraat 1            | 51° 12′ 08″ nord, 4° 46′ 18″ est | 47540               | Téléverser                          |
| (nl) Dorpswoningen                                                                        |                       |                                  | Vorselaar         | Kerkstraat 5            | 51° 12′ 08″ nord, 4° 46′ 18″ est | 47540               | Téléverser                          |
| (nl) Parochiecentrum Den Engel                                                            |                       |                                  | Vorselaar         | Kerkstraat 17           | 51° 12′ 08″ nord, 4° 46′ 14″ est | 47541               | Téléverser                          |
| (nl) Aangepaste hoeve                                                                     |                       |                                  | Vorselaar         | Klissenhoek             | 51° 12′ 43″ nord, 4° 45′ 48″ est | 47542               | Téléverser                          |
| (nl) Aangepaste langgestrekte hoeve                                                       |                       |                                  | Vorselaar         | Klissenhoek 12          | 51° 12′ 44″ nord, 4° 45′ 48″ est | 47543               | Téléverser                          |
| (nl) Dorpswoning                                                                          |                       |                                  | Vorselaar         | Kuiperstraat 15         | 51° 12′ 13″ nord, 4° 46′ 08″ est | 47544               | Téléverser                          |
| (nl) Dorpswoning                                                                          |                       |                                  | Vorselaar         | Kuiperstraat 25         | 51° 12′ 17″ nord, 4° 46′ 08″ est | 47545               | Téléverser                          |
| (nl) Dorpswoning                                                                          |                       |                                  | Vorselaar         | Lepelstraat 4           | 51° 12′ 03″ nord, 4° 46′ 20″ est | 47546               | Téléverser                          |
| (nl) Hoekpand, herberg                                                                    |                       |                                  | Vorselaar         | Lepelstraat 11          | 51° 12′ 02″ nord, 4° 46′ 23″ est | 47547               | Téléverser                          |
| (nl) Dorpswoning, enkelhuis                                                               |                       |                                  | Vorselaar         | Lepelstraat 26          | 51° 12′ 01″ nord, 4° 46′ 18″ est | 47548               | Téléverser                          |
| (nl) Burgerhuis, enkelhuis                                                                |                       |                                  | Vorselaar         | Lepelstraat 59          | 51° 11′ 56″ nord, 4° 46′ 13″ est | 47549               | Téléverser                          |
| (nl) Dorpswoning                                                                          |                       |                                  | Vorselaar         | Lepelstraat 60          | 51° 11′ 57″ nord, 4° 46′ 10″ est | 47550               | Téléverser                          |
| (nl) Schuur                                                                               |                       |                                  | Vorselaar         | Lovenhoek               | 51° 13′ 10″ nord, 4° 44′ 18″ est | 47551               | Téléverser                          |
| (nl) Kapel                                                                                |                       |                                  | Vorselaar         | Lovenhoek               | 51° 13′ 12″ nord, 4° 44′ 19″ est | 47552               | Téléverser                          |
| (nl) Langgestrekte hoeve                                                                  |                       |                                  | Vorselaar         | Maalderstraat 1         | 51° 12′ 16″ nord, 4° 45′ 48″ est | 47553               | Téléverser                          |
| (nl) Schandpaal                                                                           | Oui                   |                                  | Vorselaar         | Markt                   | 51° 12′ 08″ nord, 4° 46′ 22″ est | 47554               | Téléverser                          |
| (nl) Dubbelhuis, eertijds Klein kasteeltje                                                |                       |                                  | Vorselaar         | Markt 2                 | 51° 12′ 10″ nord, 4° 46′ 21″ est | 47555               | Téléverser                          |
| (nl) Burgerhuis                                                                           |                       |                                  | Vorselaar         | Markt 6                 | 51° 12′ 09″ nord, 4° 46′ 24″ est | 47556               | Téléverser                          |
| (nl) Rijhuis                                                                              |                       |                                  | Vorselaar         | Markt 9                 | 51° 12′ 08″ nord, 4° 46′ 24″ est | 47557               | Téléverser                          |
| (nl) Burgerhuis                                                                           |                       |                                  | Vorselaar         | Markt 13                | 51° 12′ 07″ nord, 4° 46′ 25″ est | 47558               | Téléverser                          |
| (nl) Burgerhuis                                                                           |                       |                                  | Vorselaar         | Markt 18                | 51° 12′ 05″ nord, 4° 46′ 24″ est | 47559               | Téléverser                          |
| Cloitre et complexe scolaire des Sœurs des écoles chrétiennes de saint Jozef van Calasanz | Oui                   |                                  | Vorselaar         | Markt 19                | 51° 12′ 04″ nord, 4° 46′ 20″ est | 47560               | Téléverser                          |
| (nl) Breedhuis, molenhuis                                                                 |                       |                                  | Vorselaar         | Molenbaan 89            | 51° 12′ 31″ nord, 4° 45′ 24″ est | 47561               | Téléverser                          |
| (nl) Woning                                                                               |                       |                                  | Vorselaar         | Molenstraat 15          | 51° 12′ 14″ nord, 4° 45′ 56″ est | 47562               | Téléverser                          |
| (nl) Dorpswoning                                                                          |                       |                                  | Vorselaar         | Molenstraat 27          | 51° 12′ 16″ nord, 4° 45′ 53″ est | 47563               | Téléverser                          |
| (nl) Enkelhuis                                                                            |                       |                                  | Vorselaar         | Molenstraat 46          | 51° 12′ 18″ nord, 4° 45′ 54″ est | 47564               | Téléverser                          |
| (nl) Dorpswoningen                                                                        |                       |                                  | Vorselaar         | Nieuwstraat 26          | 51° 12′ 07″ nord, 4° 46′ 37″ est | 47565               | Téléverser                          |
| (nl) Schranshoeve, hoeve met losstaande bestanddelen                                      | Oui                   |                                  | Vorselaar         | Nieuwstraat 49          | 51° 12′ 10″ nord, 4° 46′ 46″ est | 47566               | Téléverser                          |
| (nl) Reeks dorpswoningen                                                                  |                       |                                  | Vorselaar         | Oostakker 30            | 51° 12′ 18″ nord, 4° 46′ 34″ est | 47567               | Téléverser                          |
| (nl) Reeks dorpswoningen                                                                  |                       |                                  | Vorselaar         | Oostakker 32            | 51° 12′ 18″ nord, 4° 46′ 34″ est | 47567               | Téléverser                          |
| (nl) Reeks dorpswoningen                                                                  |                       |                                  | Vorselaar         | Oostakker 34            | 51° 12′ 18″ nord, 4° 46′ 34″ est | 47567               | Téléverser                          |
| (nl) Reeks dorpswoningen                                                                  |                       |                                  | Vorselaar         | Oostakker 36            | 51° 12′ 18″ nord, 4° 46′ 34″ est | 47567               | Téléverser                          |
| (nl) Reeks dorpswoningen                                                                  |                       |                                  | Vorselaar         | Oostakker 38            | 51° 12′ 18″ nord, 4° 46′ 34″ est | 47567               | Téléverser                          |
| (nl) Reeks dorpswoningen                                                                  |                       |                                  | Vorselaar         | Oostakker 40            | 51° 12′ 18″ nord, 4° 46′ 34″ est | 47567               | Téléverser                          |
| (nl) Reeks dorpswoningen                                                                  |                       |                                  | Vorselaar         | Oostakker 42            | 51° 12′ 18″ nord, 4° 46′ 34″ est | 47567               | Téléverser                          |
| (nl) Langgestrekte hoeve                                                                  |                       |                                  | Vorselaar         | Pallaaraard 35          | 51° 13′ 00″ nord, 4° 45′ 04″ est | 47568               | Téléverser                          |
| (nl) Aangepast woonstalhuis                                                               |                       |                                  | Vorselaar         | Proosthoevebaan 18      | 51° 13′ 05″ nord, 4° 47′ 59″ est | 47569               | Téléverser                          |
| (nl) Villa                                                                                |                       |                                  | Vorselaar         | Riemenstraat 20         | 51° 12′ 12″ nord, 4° 46′ 31″ est | 47570               | Téléverser                          |
| (nl) Dorpswoningen                                                                        |                       |                                  | Vorselaar         | Riemenstraat 64         | 51° 12′ 20″ nord, 4° 46′ 43″ est | 47571               | Téléverser                          |
| (nl) Dorpswoningen                                                                        |                       |                                  | Vorselaar         | Riemenstraat 66         | 51° 12′ 20″ nord, 4° 46′ 43″ est | 47571               | Téléverser                          |
| (nl) Sint-Bernardshoeve, hoeve met losstaande bestanddelen                                |                       |                                  | Vorselaar         | Sassenhout 33           | 51° 12′ 39″ nord, 4° 48′ 40″ est | 47572               | Téléverser                          |
| (nl) Ten Troon, hoeve met losstaande bestanddelen                                         |                       |                                  | Vorselaar         | Sassenhout 41           | 51° 12′ 39″ nord, 4° 48′ 46″ est | 47573               | Téléverser                          |
| (nl) Sassenhoeve, gerenoveerde hoeve                                                      |                       |                                  | Vorselaar         | Sassenhout 44           | 51° 12′ 36″ nord, 4° 48′ 38″ est | 47574               | Téléverser                          |
| (nl) Langgestrekte hoeve                                                                  |                       |                                  | Vorselaar         | Sassenhout 73           | 51° 12′ 42″ nord, 4° 49′ 27″ est | 47575               | Téléverser                          |
| (nl) Hoeve Sassenhout, langgestrekte hoeve                                                | Oui                   |                                  | Vorselaar         | Sassenhout 81           | 51° 12′ 40″ nord, 4° 49′ 37″ est | 47576               | Téléverser                          |
| (nl) Langgestrekte hoeve                                                                  |                       |                                  | Vorselaar         | Strateneinde 6          | 51° 13′ 29″ nord, 4° 45′ 44″ est | 47577               | Téléverser                          |
| (nl) Woonstalhuis                                                                         |                       |                                  | Vorselaar         | Strateneinde 19         | 51° 13′ 38″ nord, 4° 45′ 42″ est | 47578               | Téléverser                          |
| (nl) Devotiekapel toegewijd aan Onze-Lieve-Vrouw van Lourdes                              | Oui                   |                                  | Vorselaar         | Vispluk                 | 51° 12′ 41″ nord, 4° 46′ 36″ est | 47579               | Téléverser                          |
| (nl) Dwarsschuur                                                                          |                       |                                  | Vorselaar         | Vispluk                 | 51° 12′ 39″ nord, 4° 47′ 09″ est | 47580               | Téléverser                          |
| (nl) Kasteelhoeve, thans leegstaand en vervallen                                          |                       |                                  | Vorselaar         | Vispluk 5               | 51° 12′ 44″ nord, 4° 46′ 57″ est | 47581               | Téléverser                          |
| (nl) Kasteel de Borrekens met dreef                                                       | Oui                   |                                  | Vorselaar         | Vispluk                 | 51° 12′ 49″ nord, 4° 46′ 45″ est | 47582               | (nl) Kasteel de Borrekens met dreef |
| (nl) Kasteel de Borrekens met dreef                                                       | Oui                   |                                  | Vorselaar         | Vispluk 11              | 51° 12′ 49″ nord, 4° 46′ 45″ est | 47582               | Téléverser                          |
| (nl) Kasteel de Borrekens met dreef                                                       | Oui                   |                                  | Vorselaar         | Vispluk 9               | 51° 12′ 49″ nord, 4° 46′ 45″ est | 47582               | Téléverser                          |
| (nl) Boswachterswoning                                                                    |                       |                                  | Vorselaar         | Vispluk 13              | 51° 12′ 54″ nord, 4° 46′ 50″ est | 47583               | Téléverser                          |
| (nl) Langgestrekte hoeve, kasteelhoeve                                                    |                       |                                  | Vorselaar         | Vispluk 66              | 51° 13′ 13″ nord, 4° 46′ 53″ est | 47584               | Téléverser                          |
| (nl) Gerenoveerde hoeve met bewaarde Kempische schuur                                     |                       |                                  | Vorselaar         | Vispluk 121             | 51° 13′ 21″ nord, 4° 46′ 47″ est | 47585               | Téléverser                          |
| (nl) Hoeveke, langgestrekte hoeve                                                         |                       |                                  | Vorselaar         | Zand 17                 | 51° 12′ 28″ nord, 4° 46′ 45″ est | 47586               | Téléverser                          |
| (nl) Hoeveke, langgestrekte hoeve                                                         |                       |                                  | Vorselaar         | Zand 19                 | 51° 12′ 28″ nord, 4° 46′ 45″ est | 47586               | Téléverser                          |
| (nl) Complex                                                                              |                       |                                  | Vorselaar         | Zand 21                 | 51° 12′ 28″ nord, 4° 46′ 44″ est | 47587               | Téléverser                          |
| (nl) Complex                                                                              |                       |                                  | Vorselaar         | Zand 23                 | 51° 12′ 28″ nord, 4° 46′ 44″ est | 47587               | Téléverser                          |
| (nl) Pijlerkapelletje                                                                     |                       |                                  | Vorselaar         | Zegbroek                | 51° 13′ 31″ nord, 4° 45′ 07″ est | 47588               | Téléverser                          |